# Desmond Tutu
Desmond Mpilo Tutu (Klerksdorp, 7. listopada 1931. – Cape Town, 26. prosinca 2021.) bio je južnoafrički aktivist i umirovljeni anglikanski nadbiskup koji je postao poznat tijekom 1980-ih godina kao protivnik apartheida. Dobio je Nobelovu nagradu za mir 1984. godine

## Životopis

### Mladost i obrazovanje
Nakon školovanja postao je anglikanski đakon, a za svećenika posvećen je 1961. godine. Otputovao je u London 1962. godine, gdje je usavršavao anglikansku teologiju. Tijekom boravka u Engleskoj obavljao je i svećeničke dužnosti u više župa Anglikanske Crkve.

### Pastoralno i aktivističko djelovanje
Godine 1967. vraća se u Južnoafričku Republiku. Od 1970. godine predavao je na Nacionalnom sveučilištu u Lesotu. Službovao je u Johannesburgu od 1975. godine, a 1977. godine postao je biskup Lesota.
Godine 1978. izabran je za glavnog tajnika Južnoafričkog vijeća Crkava. Bio je jedan od glavnih vođa i moralna vertikala otpora apartheidu. Kritizirao je vlast, protivio se ksenofobiji i rasizmu, zalagao se za prava crnaca. Bio je biskup Johannesburga od 1984. do 1986. godine. Postao je nadbiskup Cape Towna 1986. godine. Od 1987. godine, predsjednik je Afričke konferencije crkava i jedan najutjecajnijih vjerskih vođa Afrike. Predstavlja moralni uzor, glasnogovornik je ljudi bez prava glasa.
Godine 1984. Tutu je postao drugi Južnoafrikanac koji je dobio Nobelovu nagradu za mir, nakon što je Albert Lutuli dobio nagradu 1960. godine. Bio je prvi crni južnoafrički anglikanski nadbiskup Cape Towna, Južne Afrike, i primas crkve Provincije Južne Afrike (danas Anglikanske crkve u Južnoj Africi).
Bio je borac za ljudska prava. Koristio se svojim ugledom u kampanjama za pomoć potlačenima i u borbi protiv AIDS-a, tuberkuloze, homofobije, siromaštva i rasizma. Naročito se zauzimao za probleme Trećeg svijeta.
Osim Nobelove nagrade 1984. godine dobio je Nagradu Albert Schweitzer za humanost 1986. godine, Gandhijevu nagradu za mir 2005. godine, Predsjedničko odličje slobode u 2009. godini te mnoge druge.

## Djela
Tutu je sastavio nekoliko knjiga svojih govora i izreka te je jedan od autora brojnih drugih knjiga. Pojavljivao se u brojnim tv-emisijama. Između ostalih djela ističu se:
- Nada i patnja (Hope and Suffering: Sermons and speeches, 1983.)[1]
- Stvoreni za dobrotu (Made for Goodness, 2010.)[2]
- Knjiga praštanja (The Book of Forgiving, 2014.)[3]

Njegova kći Mpho Andrea Tutu, također anglikanska svećenica, u suautorstvu s novinarkom Allister Sparks, godine 2011. objavila je Tutuovu biografiju Tutu: Authorized.

## Vanjske poveznice
Mrežna mjesta
- Desmond and Leah Tutu Legacy Foundation Zaklada Desmond i Leah Tutu (engl.)
- The Desmond Tutu Peace Centre Mirovni centar Desmond Tutu(engl.)
- Govor Desmonda Tutua prilikom dodjele Nobelove nagrade za mir (engl.)